# Capitoli di Nisekoi - False Love

Copertina del primo volume dell'edizione italiana, raffigurante Kosaki, Raku e Chitoge

Questa è la lista dei capitoli della serie manga Nisekoi - False Love, scritta ed illustrata da Naoshi Komi. Nisekoi fu pubblicato in un primo momento come one-shot sulla rivista stagionale Jump NEXT! della Shūeisha, per poi venire in seguito serializzato ufficialmente sulla testata settimanale Weekly Shōnen Jump, sempre edita dalla Shūeisha. Nel dicembre 2011 Shūeisha pubblicò il primo capitolo in lingua inglese online.
In Italia i diritti sono stati acquistati dalla Star Comics, che ha pubblicato i volumi dal 1º marzo 2014 all'11 marzo 2020 nella collana Young, alternando la serie a One Piece e Fairy Tail. I capitoli sono contenuti in volumi, ognuno con il proprio titolo giapponese, con la trascrizione in rōmaji e con il titolo dato dalla Star Comics nell'edizione italiana del manga.

## Volumi 1–10
| Nº | Titolo italiano Giapponese 「Kanji」 - Rōmaji | Data di prima pubblicazione                                                                         | Data di prima pubblicazione            |
| Nº | Titolo italiano Giapponese 「Kanji」 - Rōmaji | Giapponese                                                                                          | Italiano                               |
| 1  | Promesse 「ヤクソク」 - Yakusoku | 2 maggio 2012 ISBN 978-4-08-870454-8                                                                | 1º marzo 2014 ISBN 978-88-6420-904-3   |
| 1  | Capitoli - 001. Promesse (ヤクソク?, Yakusoku) - 002. Domande (シツモン?, Shitsumon) - 003. Prima volta (ハジメテ?, Hajimete) - 004. Incontri (ソウグウ?, Sōgū) - 005. Parecchi (イッパイ?, Ippai) - 006. Somiglianze (ニタモノ?, Nitamono) - 007. Fatto a mano (テヅクリ?, Tezukuri) | |                                        |
| 2  | Zawsze In Love 「ザクシャインラブ」 - Zakusha In Rabu | 4 luglio 2012 ISBN 978-4-08-870470-8                                                                | 2 aprile 2014 ISBN 978-88-6420-930-2   |
| 2  | Capitoli - 008. Visita (ホウモン?, Hōmon) - 009. Approcci (セッキン?, Sekkin) - 010. Nuoto (スイエイ?, Suiei) - 011. Serratura (カギアナ?, Kagiana) - 012. Rivelazioni (ネタバレ?, Netabare) - 013. Zawsze in Love (ザクシャインラブ?, Zakusha In Rabu) - 014. Crediti e debiti (カシカリ?, Kashikari) - 015. Rivale (ライバル?, Raibaru) - 016. Duello (ケットウ?, Kettō)                                      | |                                        |
| 3  | Chiamami... 「ヨビカタ」 - Yobikata | 3 agosto 2012 ISBN 978-4-08-870503-3                                                                | 3 luglio 2014 ISBN 978-88-6920-012-0   |
| 3  | Capitoli - 017. Carina (カワイイ?, Kawaī) - 018. Felicità (シアワセ?, Shiawase) - 019. In visita (オミマイ?, Omimai) - 020. Ottusità (ドンカン?, Donkan) - 021. Cicatrici (キズアト?, Kizuato) - 022. Terme (オンセン?, Onsen) - 023. Terme femminili (オンナユ?, Onnayu) - 024. Estrazione (クジビキ?, Kujibiki) - 025. Chiamami... (ヨビカタ?, Yobikata)                                                      | |                                        |
| 4  | Verifica 「カクニン」 - Kakunin | 2 novembre 2012 ISBN 978-4-08-870538-5                                                              | 2 ottobre 2014 ISBN 978-88-6920-111-0  |
| 4  | Capitoli - 026. Lettera d'amore (コイブミ?, Koibumi) - 027. Deviazione (ヨリミチ?, Yorimichi) - 028. Festeggiamenti (オイワイ?, Oiwai) - 029. Verifica (カクニン?, Kakunin) - 030. Fotografie (シャシン?, Shashin) - 031. Dopo le lezioni (ホウカゴ?, Houkago) - 032. Fianco a fianco (アイアイ?, Aiai) - 033. Duello all'ultimo sangue (シュラバ?, Shuraba) - 034. Inseguimenti (ツイセキ?, Tsuiseki)          | |                                        |
| 5  | Tifone 「タイフウ」 - Taifū | 4 gennaio 2013 ISBN 978-4-08-870602-3                                                               | 2 gennaio 2015 ISBN 978-88-6920-220-9  |
| 5  | Capitoli - 035. Esplosione (バクハツ?, Bakuhatsu) - 036. Tre (サンボン?, Sanbon) - 037. Saluti (アイサツ?, Aisatsu) - 038. Lavorare (ハタラク?, Hataraku) - 039. Tifone (タイフウ?, Taifuu) - 040. Bugie (ウソツキ?, Usotsuki) - 041. Cucciolo abbandonato (ステイヌ?, Suteinu) - 042. Giorno di festa (エンニチ?, Ennichi) - 043. Buona sorte (ゴリヤク?, Goriyaku) - 044. Sulla spiaggia (ウミベデ?, Umibede) | |                                        |
| 6  | Rappresentazione 「ホンバン」 - Honban | 4 marzo 2013 ISBN 978-4-08-870630-6                                                                 | 2 aprile 2015 ISBN 978-88-6920-340-4   |
| 6  | Capitoli - 045. Confusione (モヤモヤ?, Moyamoya) - 046. Recita (エンゲキ?, Engeki) - 047. Costumi (イショウ?, Ishou) - 048. Inizia lo spettacolo (カイエン?, Kaien) - 049. Rappresentazione (ホンバン?, Honban) - 050. Protagonista (シュヤク?, Shuyaku) - 051. E poi... (コレカラ?, Korekara) - 052. Misure (ソクテイ?, Sokutei) - 053. Oroscopi (ウラナイ?, Uranai)                                           | |                                        |
| 7  | Occasione 「キッカケ」 - Kikkake | 4 giugno 2013 ISBN 978-4-08-870665-8                                                                | 2 luglio 2015 ISBN 978-88-6920-443-2   |
| 7  | Capitoli - 054. Legami fatali (インネン?, Innen) - 055. Sfida (ショウフ?, Shoufu) - 056. Spiegami (オシエテ?, Oshiete) - 057. Te ne vuoi accorgere?! (キヅイテ?, Kidzuite) - 058. Smarrimento (フンシツ?, Funjitsu) - 059. Dopo tanto tempo (ヒサビサ?, Hisabisa) - 060. Segretario (ヒツヨウ?, Hitsuyou) - 061. Mamma (ハハオヤ?, Hahaoya) - 062. Occasione (キッカケ?, Kikkake)                               | |                                        |
| 8  | Fino all'ultimo 「ギリギリ」 - Girigiri | 4 settembre 2013 ISBN 978-4-08-870805-8                                                             | 1º ottobre 2015 ISBN 978-88-6920-534-7 |
| 8  | Capitoli - 063. Il seguito (ソノアト?, Sonoato) - 064. Miko (ミコサン?, Mikosan) - 065. Trasformazione (ヘンボウ?, Henbou) - 066. Cambio di posto (セキガエ?, Sekigae) - 067. Bontà (オイシイ?, Oishii) - 068. Quella persona è... (ソレッテ?, Sorette) - 069. Fino all'ultimo (ギリギリ?, Girigiri) - 070. Manette (テジョウ?, Tejou) - 071. Lavoro (オシゴト?, Oshigoto)                                      | |                                        |
| 9  | Kamikaze 「カミカゼ」 - Kamikaze | 1º novembre 2013 ISBN 978-4-08-870838-6 (ed. regolare) ISBN 978-4-08-908201-0 (ed. limitata con CD) | 2 gennaio 2016 ISBN 978-88-6920-631-3  |
| 9  | Capitoli - 072. Maratona (マラソン?, Marason) - 073. Indiretto (カンセツ?, Kansetsu) - 074. Enorme bugia (オオウソ?, Oouso) - 075. Kamikaze (カミカゼ?, Kamikaze) - 076. Sorellina (イモウト?, Imouto) - 077. Lavora! (ハタラケ?, Hatarake) - 078. Ridammelo (カエシテ?, Kaeshite) - 079. Tranquillità (ヤスラギ?, Yasuragi) - 080. Ponte sospeso (ツリバシ?, Tsuribashi)                                       | |                                        |
| 10 | La ragazza che ti piace 「スキナコ」 - Sukinako | 4 gennaio 2014 ISBN 978-4-08-870890-4                                                               | 1º aprile 2016 ISBN 978-88-6920-873-7  |
| 10 | Capitoli - 081. Bagno pubblico (セントウ?, Sentou) - 082. Pulizie (オソウジ?, Osouji) - 083. La ragazza che ti piace (スキナコ?, Sukinako) - 084. Amici (トモダチ?, Tomodachi) - 085. Tifo (オウエン?, Ouen) - 086. Visita (オミマウ?, Omimau) - 087. Quale giorno? (ナンノヒ?, Nanohi) - 088. Perdita (ソウシツ?, Soushitsu) - 089. Riproduzione (サイゲン?, Saigen)                                           | |                                        |

## Volumi 11–20
| Nº | Titolo italiano Giapponese 「Kanji」 - Rōmaji | Data di prima pubblicazione            | Data di prima pubblicazione              |
| Nº | Titolo italiano Giapponese 「Kanji」 - Rōmaji | Giapponese                             | Italiano                                 |
| 11 | Mazzo di fiori 「ハナタバ」 - Hanataba | 4 marzo 2014 ISBN 978-4-08-880026-4    | 6 luglio 2016 ISBN 978-88-226-0113-1     |
| 11 | Capitoli - 090. Blu (アオイロ?, Aoiro) - 091. Rabbia (クヤシア?, Kuyashia) - 092. Mazzo di fiori (ハナタバ?, Hanataba) - 093. Voglio perdere peso (ヤセタイ?, Yasetai) - 094. Vestito da pupazzo (キグリミ?, Kigurimi) - 095. Di mezza età (オツサソ?, Otsusaso) - 096. Immaginazione (ソウゾウ?, Souzou) - 097. Un favore (オネガイ?, Onegai) - 098. Ciao (オハヨウ?, Ohayou) |                                        |                                          |
| 12 | Sagra 「オマツリ」 - Omatsuri | 2 maggio 2014 ISBN 978-4-08-880058-5   | 3 maggio 2017 ISBN 978-88-226-0572-6     |
| 12 | Capitoli - 099. Fragile (カヨワイ?, Kayowai) - 100. Prova (オワメシ?, Owameshi) - 101. Pasticceria (ケーキヤ?, Kekiya) - 102. Tifo (セイエソ?, Seieso) - 103. Superamento (コクフク?, Kokufuku) - 104. Signorino Raku (ラカサマ?, Raku-sama) - 105. Tanabata (タナバタ?, Tanabata) - 106. Ricerca (ソウサワ?, Sousawa) - 107. Sagra (オマツリ?, Omatsuri)                      |                                        |                                          |
| 13 | Tranquillità 「アンシン」 - Anshin | 4 agosto 2014 ISBN 978-4-08-880152-0   | 2 agosto 2017 ISBN 978-88-226-0652-5     |
| 13 | Capitoli - 108. Domanda (シツモン?, Shitsumon) - 109. Goffo (ブキヨウ?, Bukiyō) - 110. Uscita (オデカケ?, Odekake) - 111. Innamorati (ホレボレ?, Horebore) - 112. Passi (ステップ?, Suteppu) - 113. Nonnino (ジイサマ?, Jisama) - 114. Un millimetro (イチミリ?, Ichimiri) - 115. Tranquillità (アンシン?, Anshin) - 116. Pranzo (ベントウ?, Bentou)                           |                                        |                                          |
| 14 | Sorella 「ネエサン」 - Nee-san | 3 ottobre 2014 ISBN 978-4-08-880192-6  | 29 novembre 2017 ISBN 978-88-226-0783-6  |
| 14 | Capitoli - 117. Mal di pancia (フクツウ?, Fukutsuu) - 118. Sorella (ネエサン?, Nē-san) - 119. Professoressa (センセイ?, Sensei) - 120. Voglio sapere (シリタイ?, Shiritai) - 121. Fratellino (オトウト?, Otōto) - 122. Colloquio (メンダン?, Mendan) - 123. Essere portati (ムイテル?, Muiteru) - 124. Lady (レディー?, Redī) - 125. Una donna... (オンナハ?, On'naha)         |                                        |                                          |
| 15 | Concorso di bellezza 「ミスコン」 - Misukon | 4 dicembre 2014 ISBN 978-4-08-880222-0 | 1º marzo 2018 ISBN 978-88-226-0913-7     |
| 15 | Capitoli - 126. Annuncio (センゲン?, Sengen) - 127. Re (オウサマ?, Ousama) - 128. Legati (ツナイデ?, Tsunaide) - 129. Fredda (ツメタイ?, Tsumetai) - 130. Intervista (シュザイ?, Shuzai) - 131. Piano (サクセン?, Sakusen) - 132. Concorso di bellezza (ミスコン?, Misukon) - 133. Una contro l'altra (タイマン?, Taiman) - 134. Designato (ゴシメイ?, Goshimei)               |                                        |                                          |
| 16 | Identica 「ソックリ」 - Sokkuri | 4 febbraio 2015 ISBN 978-4-08-880303-6 | 11 luglio 2018 ISBN 978-88-226-1052-2    |
| 16 | Capitoli - 135. Canto (ウタゴエ?, Utagoe) - 136. Identica (ソックリ?, Sokkuri) - 137. Meno male (ヨカッタ?, Yokatta) - 138. Grande fortuna (ダイキチ?, Daikichi) - 139. Discorso (スピーチ?, Supīchi) - 140. Sonno (スイミン?, Suimin) - 141. Sincerità (セイジツ?, Seijitsu) - 142. Animali (ドウブツ?, Dobutsu) - 143. Lavoriamo (ハタラコ?, Hatarako)                       |                                        |                                          |
| 17 | Signorina 「オジョウ」 - Ojō | 3 aprile 2015 ISBN 978-4-08-880330-2   | 12 settembre 2018 ISBN 978-88-226-1158-1 |
| 17 | Capitoli - 144. Pernottamento (オトマリ?, Otomari) - 145. Ginnastica (タイイク?, Taiiku) - 146. Perfetta (カンペキ?, Kanpeki) - 147. Yui (ユイネエ?, Yui-Nee) - 148. Erede (アトツギ?, Atotsugi) - 149. Signorina (オジョウ?, Ojou) - 150. Suddivisione (ハンギメ?, Hangime) - 151. Guai (トラブル?, Toraburu) - 152. Dormitona (グッスリ?, Gussuri)                           |                                        |                                          |
| 18 | Attacco 「イチゲキ」 - Ichigeki | 4 giugno 2015 ISBN 978-4-08-880366-1   | 7 novembre 2018 ISBN 978-88-226-1131-4   |
| 18 | Capitoli - 153. Scena d'azione (カツゲキ?, Katsugeki) - 154. Felice (ウレシイ?, Ureshī) - 155. Una certa cosa (アルコト?, Arukoto) - 156. Attacco (イチゲキ?, Ichigeki) - 157. Trasferimento (テンコウ?, Tenkou) - 158. Domanda (シツモン?, Shitsumon) - 159. Ottima idea (メイアン?, Meian) - 160. Lo voglio vedere (アイタイ?, Aitai) - 161. Trappole (トラップ?, Torappu)   |                                        |                                          |
| 19 | Scelta 「センタク」 - Sentaku | 4 agosto 2015 ISBN 978-4-08-880446-0   | 9 gennaio 2019 ISBN 978-88-226-1152-9    |
| 19 | Capitoli - 162. Ho capito (ワカッタ?, Wakatta) - 163. Frammento (キレハシ?, Kirehashi) - 164. Magici (マホウノ?, Mahouno) - 165. Abete (モミノキ?, Mominoki) - 166. Non vedo l'ora (タノシミ?, Tanoshimi) - 167. Scelta (センタク?, Sentaku) - 168. Trasmesso (ツウジタ?, Tsuujita) - 169. Vacanza (バカンス?, Bakansu) - 170. Survive (サバイブ?, Sabaibu)                    |                                        |                                          |
| 20 | Ordine 「メイレイ」 - Meirei | 4 novembre 2015 ISBN 978-4-08-880483-5 | 13 marzo 2019 ISBN 978-88-226-1390-5     |
| 20 | Capitoli - 171. Nell'animo (ココロネ?, Kokorone) - 172. Visita al tempio (サンパイ?, Sanpai) - 173. Mutazione (へンヨウ?, Henyou) - 174. Ce l'ho (イルワヨ?, Iruwayo) - 175. Turbamenti (ドウヨウ?, Douyou) - 176. Bambina (オコサマ?, Okosama) - 177. A pensarci (オモエバ?, Omoeba) - 178. Adulta (オトナニ?, Otonani) - 179. Ordine (メイレイ?, Meirei)                     |                                        |                                          |

## Volumi 21–25
| Nº | Titolo italiano Giapponese 「Kanji」 - Rōmaji | Data di prima pubblicazione           | Data di prima pubblicazione            |
| Nº | Titolo italiano Giapponese 「Kanji」 - Rōmaji | Giapponese                            | Italiano                               |
| 21 | Per Mary 「マリーへ」 - Marī e | 4 gennaio 2016 ISBN 978-4-08-880580-1 | 8 maggio 2019 ISBN 978-88-226-1308-0   |
| 21 | Capitoli - 180. Ho osservato (ミテキタ?, Mitekita) - 181. Limite (ゲンカイ?, Genkai) - 182. Accordo (ケイヤク?, Keiyaku) - 183. Messaggio (デンゴン?, Dengon) - 184. Compito (オヤクメ?, Oyakume) - 185. Combattimento (タタカイ?, Tatakai) - 186. Perché (ドウシテ?, Doushite) - 187. Prigione (ロウゴク?, Rougoku) - 188. Per Mary (マリーヘ?, Mari-he) |                                       |                                        |
| 22 | Nel bel mezzo 「マンナカ」 - Mannaka | 4 aprile 2016 ISBN 978-4-08-880650-1  | 7 agosto 2019 ISBN 978-88-226-1502-2   |
| 22 | Capitoli - 189. Matrimonio (ケッコン?, Kekkon) - 190. Rapirmi (サラッテ?, Saratte) - 191. Scusa l'attesa (オマタセ?, Omatase) - 192. Sentimenti personali (シジョウ?, Sijou) - 193. Volar via (トビタツ?, Tobitatsu) - 194. Almeno qualcosa (ヒトツモ?, Hitotsumo) - 195. Nel bel mezzo (マンナカ?, Mannaka) - 196. Impegnarsi (ガンバル?, Ganbaru) - 197. Di buon umore (ゲンキニ?, Genkini) |                                       |                                        |
| 23 | Un giorno o l'altro 「イツカハ」 - Itsuka wa | 3 giugno 2016 ISBN 978-4-08-880717-1  | 9 ottobre 2019 ISBN 978-88-226-1557-2  |
| 23 | Capitoli - 198. Coincidenze (グウゼン?, Guuzen) - 199. Amore sul serio (マジコイ?, Majikoi) - 200. Consapevolezza (キヅイタ?, Kidzuita) - 201. Vento di primavera (ハルカゼ?, Harukaze) - 202. Seriamente (シンケン?, Sinken) - 203. Inizio (ハジマリ?, Hajimari) - 204. Occasione (チャンス?, Chansu) - 205. Così si chiama (ソウヨブ?, Souyobu) - 206. Un giorno o l'altro (イツカハ?, Itsukaha) - 207. Università (ダイガク?, Daigaku)                                                         |                                       |                                        |
| 24 | In una notte in cui cadono le stelle 「ホシフルヨルニ」 - Hoshi furu yoru ni | 4 agosto 2016 ISBN 978-4-08-880749-2  | 15 gennaio 2020 ISBN 978-88-226-1686-9 |
| 24 | Capitoli - 208. Modello (アコガレ?, Akogare) - 209. Antipatico (ヤッカイ?, Yakkai) - 210. Ho deciso (キメタノ?, Kimetano) - 211. In una notte in cui cadono le stelle (ホシフルヨルニ?, Hoshihuruyoruni) - 212. Bye bye (バイバイ?, Bye-Bye) - 213. Un seguito (ツヅキガ?, Tsudzukiga) - 214. Il luogo (イドコロ?, Idokoro) - 215. Mi piace (スキナノ?, Sukinano) - 216. Verità (シンソウ?, Sinsou) - 217. È deciso (キマッタ?, Kimatta)                                                          |                                       |                                        |
| 25 | False Love 「ニセコイ」 - Nisekoi | 4 ottobre 2016 ISBN 978-4-08-880805-5 | 11 marzo 2020 ISBN 978-88-226-1833-7   |
| 25 | Capitoli - 218. Vagamente (ナンダカ?, Nandaka) - 219. Immagino (ヤッパリ?, Yappari) - 220. La fine (サイゴノ?, Saigono) - 221. La verità (シンジツ?, Shinjitsu) - 222. Impostora (ニセモノ?, Nisemono) - 223. Di sorpresa (イヒョウ?, Ihyou) - 224. Non ci riuscirei (デキナイ?, Dekinai) - 225. Dichiarazione (コクハク?, Kokuhaku) - 226. Lasciarsi (ケツベツ?, Ketsubetsu) - 227. False Love (ニセコイ?, Nisekoi) - 228. Partenza (タビダチ?, Tabidachi) - 229. Promessa (ヤクソク?, Yakusoku) |                                       |                                        |